# Sinciang
Sinciang (chiń. upr. 新疆; pinyin Xīnjiāng, wym. [ɕínt͡ɕjɑ́ŋ]; pełna nazwa: Region Autonomiczny Sinciang-Ujgur, ujg. شىنجاڭ ئۇيغۇر ئاپتونوم رايونى, Shinjang Uyghur Aptonom Rayoni) – region autonomiczny w Chinach. Jest to duży, rzadko zaludniony obszar, stanowiący ok. 1/6 terytorium kraju. Sinciang sąsiaduje z Tybetem od południa, z prowincjami Qinghai i Gansu od południowego wschodu, z Mongolią od wschodu, Rosją od północy, a Kazachstanem, Kirgistanem, Tadżykistanem, Afganistanem, Pakistanem oraz kontrolowanymi przez Indie obszarami Kaszmiru od zachodu. Region Sinciang obejmuje większą część Aksai Chin – obszaru, który Indie uznają za część terytorium Ladakh.

## Historia
„Xīnjiāng” (新疆; lub „Ice Jecen” w języku mandżurskim) oznacza dosłownie nowe kresy. Nazwa ta została nadana w 1759 roku, kiedy w wyniku podboju Dżungarii, terytorium to weszło w skład Chin.
W 1865 roku wybuchła rebelia przeciwko panowaniu chińskiemu, w wyniku której Sinciang uniezależnił się, a władzę nad regionem przejął Jakub Beg. W 1871 roku zawarł on umowę z Rosjanami, na mocy której zajęli oni dolinę rzeki Ili. W latach 1875–1877 Chińczycy zdołali odzyskać kontrolę nad prowincją, a na mocy podpisanego w 1881 roku traktatu, wycofali się także Rosjanie, choć zachowali Sinciang jako swoją strefę wpływów.
Region w przeszłości dwukrotnie ogłaszał niepodległość: w listopadzie 1933 r. (pierwsza Republika Wschodniego Turkiestanu), oraz w listopadzie 1944 r. (druga Republika Wschodniego Turkiestanu). Obie zostały zlikwidowane przez Chińczyków, odpowiednio – w 1934 i 1946 roku. W okresie rządów chińskich ZSRR dystrybuował wśród mieszkańców kraju paszporty radzieckie, aby ułatwić im emigrację do Kazachskiej SRR. Po rozłamie między rządami ZSRR i Chin wzmocniło się ponownie poparcie ZSRR dla tamtejszego ruchu separatystycznego.
1 października 1955 roku dotychczasowa prowincja Sinciang stała się regionem autonomicznym.
W latach 90. odżyły tendencje separatystyczne, tym razem połączone z radykalnym islamizmem. Na czele ruchu stanął Islamski Ruch Wschodniego Turkiestanu, znajdujący się w latach 2003–2020 na liście organizacji uważanych za terrorystyczne przez rząd Stanów Zjednoczonych, łączony z Al-Ka’idą, talibami i Islamskim Ruchem Uzbekistanu, który rozpoczął serię zamachów przeciwko władzom Sinciangu.

## Geografia

### Ukształtowanie powierzchni i budowa geologiczna
Położony w centrum kontynentu azjatyckiego Sinciang ma bardzo urozmaiconą rzeźbę terenu. Ciągną się tu liczne łańcuchy górskie i wielkie kotliny, leżące między nimi. Chińska część systemu Tienszanu przebiega przez terytorium regionu w kierunku równoleżnikowym. W jego granicach, góry te składają się z pasm: Terskej Ałatau i Borohoro Shan, między którymi ciągnie się głęboka dolina górnego biegu rzeki Ili. Na przedłużeniu tych pasm wznoszą się góry Bogda Shan i Ha’erlike Shan.
Tienszan zbudowany jest z utworów paleozoicznych. Góry te uległy denudacji i następnie w trzeciorzędzie wtórnemu wypiętrzeniu. W rezultacie, powstały tu liczne kotliny tektoniczne, przede wszystkim Kotlina Turfańska, jedno z najgłębszych zapadlisk tektonicznych świata. Dno tej jedynej w swoim rodzaju „studni” leży w najniższym punkcie 154 m p.p.m., brzegi jej zaś znajdują się ponad 1000 m n.p.m.
Po obu stronach Tienszanu rozciągają się dwie wielkie kotliny: Kotlina Kaszgarska i Kotlina Dżungarska. Położona na północ od Tienszanu Kotlina Dżungarska sięga aż po granicę z Mongolią i góry Ałtaju Mongolskiego. Leżąca na południe od Tienszanu Kotlina Kaszgarska, zwana też Kotliną Tarymską, dochodzi do przedgórzy Pamiru, Karakorum i Ałtyn-Tagu. Granica z regionem autonomicznym Tybetu biegnie w głębi Wyżyny Tybetańskiej, wzdłuż pasma Gór Przewalskiego, wzniesionego w pasmie Ulug Muztag do 7723 m n.p.m. Ku wschodowi Kotlina Kaszgarska przechodzi w pustynną równinę, sięgającą do wschodnich granic okręgu i łączącą się z równiną Ałaszan.

### Klimat
Klimat Sinciangu jest suchy i skrajnie kontynentalny. Średnie temperatury stycznia wynoszą od –7° na południu Kotliny Kaszgarskiej do –15° na północy. Temperatury lipcowe są natomiast wysokie; wszędzie poza wysokimi górami przekraczają 20°, na południu wynoszą od 25° do 27°, a w wyjątkowych warunkach Kotliny Turfańskiej aż 34°, z maksimum do 48°. Opadów jest mało. Maksymalne ich sumy roczne wynoszą poniżej 100 mm, a w Kotlinie Turfańskiej średnio tylko 30 mm – jedna z najniższych wartości na świecie. Lasów, oprócz zarośli saksaułu, drobnych fragmentów lasów świerkowych i modrzewiowych w wyższych częściach dolin górskich oraz zarośli nadbrzeżnych (tugajów) wzdłuż Tarymu i niektórych innych rzek w zasadzie nie ma. Zarośla te miejscami mogą tworzyć zespoły roślinne trudne do przebycia, zbliżone do dżungli tropikalnych. Dla rolnictwa nadają się tylko ziemie sztucznie nawadniane wzdłuż rzek.
Istnieją podstawy do przypuszczenia, że klimat Sinciangu był w czasach historycznych wilgotniejszy niż obecnie. Rzeki, spływające z Ałtyn-tagu, nie kończyły się ślepo, jak dziś, lecz wpadały do Tarymu. Świadczą o tym suche koryta rzek na pustyniach (z okresowym przepływem wody wiosną w najwilgotniejszych latach), a także zachowane w głębi pustyni ruiny miast, jak na przykład Chara Choto. W obecnych warunkach klimatycznych Sinciang należy do najsuchszych obszarów na kuli ziemskiej. Dotyczy to zwłaszcza pustyni Takla Makan, ogromnego kompleksu piasków, wypełniającego całą środkową część Kotliny Kaszgarskiej.

### Sieć rzeczna
Sieć rzeczna jest uboga. Jest to niemal w całości obszar bezodpływowy, z wyjątkiem północnej Dżungarii w dorzeczu Czarnego Irtyszu, biorącego swój początek na terytorium chińskim. Główna rzeka Sinciangu, Tarym, o pokaźnej długości 2750 km, ale znikomym i bardzo zmiennym przepływie, ginie w piaskach pustyni w pobliżu jeziora Lob-nor. Mniejsze rzeki, spływające z gór, niekiedy zaopatrywane w wodę przez lodowce górskie (jak w paśmie Bogda Shan), są z reguły „ślepe”. Niektóre uchodzą do słonych jezior, jak na przykład Ulungur He w Dżungarii, wpadająca do jeziora Ulungur Hu.

## Podział administracyjny
| Mapa                                                                                    |                                                                        |                    |                                     |                                      |                        |                               |
|                                                                                         |                                                                        |                    |                                     |                                      |                        |                               |
| Lp.                                                                                     | Nazwa                                                                  | Siedziba           | Ujgurski (kona yezik̡)               | Latynizacja (yengi yezik̡)            | Chiński                | Hanyu pinyin                  |
| – Prefektury miejskie –                                                                 |                                                                        |                    |                                     |                                      |                        |                               |
| 7                                                                                       | Hami                                                                   | Dzielnica Yizhou   | قۇمۇل ۋىلايىتى                      | Qumul Shehiri                        | 哈密市                 | Hāmì Shì                      |
| 3                                                                                       | Karamay                                                                | Dzielnica Karamay  | قۇمۇل شەھىرى                        | Qaramay Shehri                       | 克拉玛依市             | Kèlāmǎyī Shì                  |
| 6                                                                                       | Turfan                                                                 | Dzielnica Gaochang | تۇرپان شەھىرى                       | Turpan Shehri                        | 吐鲁番市               | Tǔlǔfān Shì                   |
| 2                                                                                       | Urumczi                                                                | Dzielnica Tianshan | ئۈرۈمچى شەھرى                       | Ürümchi Shehri                       | 乌鲁木齐市             | Wūlǔmùqí Shì                  |
| – Prefektury –                                                                          |                                                                        |                    |                                     |                                      |                        |                               |
| 4                                                                                       | Altay podległa prefekturze autonomicznej Ili                           | Altay              | ئالتاي ۋىلايىتى                     | Altay Wilayiti                       | 阿勒泰地区             | Ālètài Dìqū                   |
| 5                                                                                       | Tacheng podległa prefekturze autonomicznej Ili                         | Tacheng            | تارباغاتاي ۋىلايىتى                 | Tarbaghatay Wilayiti                 | 塔城地区               | Tǎchéng Dìqū                  |
| 8                                                                                       | Kaszgar                                                                | Kaszgar            | قەشقەر ۋىلايىتى                     | Qeshqer Wilayiti                     | 喀什地区               | Kāshí Dìqū                    |
| 9                                                                                       | Aksu                                                                   | Aksu               | ئاقسۇ ۋىلايىتى                      | Aqsu Wilayiti                        | 阿克苏地区             | Ākèsū Dìqū                    |
| 10                                                                                      | Hotan                                                                  | Hotan              | خوتەن ۋىلايىتى                      | Xoten Wilayiti                       | 和田地区               | Hétián Dìqū                   |
| – Prefektura autonomiczna zarządzana bezpośrednio przez władze regionu autonomicznego – |                                                                        |                    |                                     |                                      |                        |                               |
| 1                                                                                       | Ili                                                                    | Yining             | ئىلى قازاق ئاپتونوم ئوبلاستى        | Ili Qazaq Aptonom Oblasti            | 伊犁哈萨克自治州       | Yīlí Hāsàkè Zìzhìzhōu         |
| – Prefektury autonomiczne –                                                             |                                                                        |                    |                                     |                                      |                        |                               |
| 11                                                                                      | Bortala                                                                | Bole               | بۆرتالا موڭغۇل ئاپتونوم ئوبلاستى    | Börtala Mongghul Aptonom Oblasti     | 博尔塔拉蒙古自治州     | Bó’ěrtǎlā Měnggǔ Zìzhìzhōu    |
| 12                                                                                      | Changji                                                                | Changji            | سانجى خۇيزۇ ئاپتونوم ئوبلاستى       | Sanji Xuyzu Aptonom Oblasti          | 昌吉回族自治州         | Chāngjí Huízú Zìzhìzhōu       |
| 13                                                                                      | Kizilsu                                                                | Atux               | قىزىلسۇ قىرغىز ئاپتونوم ئوبلاستى    | Qizilsu Qirghiz Aptonom Oblasti      | 克孜勒苏柯尔克孜自治州 | Kèzīlèsū Kē’ěrkèzī Zìzhìzhōu  |
| 14                                                                                      | Bayingolin                                                             | Korla              | بايىنغولىن موڭغۇل ئاپتونوم ئوبلاستى | Bayingholin Mongghul Aptonom Oblasti | 巴音郭楞蒙古自治州     | Bāyīnguōlèng Měnggǔ Zìzhìzhōu |
| – Miasta na prawach powiatu –                                                           |                                                                        |                    |                                     |                                      |                        |                               |
| 15                                                                                      | Shihezi (zarządzane przez Korpus Produkcji i Budownictwa Sinciangu)    | Shihezi            | شىخەنزە شەھرى                       | Shixenze Shehri                      | 石河子市               | Shíhézǐ Shì                   |
| 16                                                                                      | Wujiaqu (zarządzane przez Korpus Produkcji i Budownictwa Sinciangu)    | Wujiaqu            | ئۇجاچۇ شەھرى                        | Wujachu Shehri                       | 五家渠市               | Wǔjiāqú Shì                   |
| 17                                                                                      | Tumxuk (zarządzane przez Korpus Produkcji i Budownictwa Sinciangu)     | Tumxuk             | تۇمشۇق شەھرى                        | Tumshuq Shehri                       | 图木舒克市             | Túmùshūkè Shì                 |
| 18                                                                                      | Aral (zarządzane przez Korpus Produkcji i Budownictwa Sinciangu)       | Aral               | ئارال شەھرى                         | Aral Shehri                          | 阿拉尔市               | Ālā’ěr Shì                    |
| 19                                                                                      | Beitun (zarządzane przez Korpus Produkcji i Budownictwa Sinciangu)     | Beitun             | بېيتۇن شەھرى                        | Beytun Shehri                        | 北屯市                 | Běitún Shì                    |
| 20                                                                                      | Tiemenguan (zarządzane przez Korpus Produkcji i Budownictwa Sinciangu) | Tiemenguan         | باشئەگىم شەھىرى                     | Bashegym Shehiri                     | 铁门关市               | Tiěménguān Shì                |
| 21                                                                                      | Shuanghe (zarządzane przez Korpus Produkcji i Budownictwa Sinciangu)   | Shuanghe           | قوشئۆگۈز شەھىرى                     | Qoshögüz Shehiri                     | 双河市                 | Shuānghé Shì                  |
| 22                                                                                      | Kokdala (zarządzane przez Korpus Produkcji i Budownictwa Sinciangu)    | Kokdala            | كۆكدالا شەھىرى                      | Kökdala Shehiri                      | 可克达拉市             | Kěkèdálā Shì                  |
| 23                                                                                      | Kunyu (zarządzane przez Korpus Produkcji i Budownictwa Sinciangu)      | Kunyu              | قۇرۇمقاش شەھىرى                     | Qurumqash Shehiri                    | 昆玉市                 | Kūnyù Shì                     |
| 24                                                                                      | Huyanghe (zarządzane przez Korpus Produkcji i Budownictwa Sinciangu)   | Huyanghe           | توغىراق دەرياسى شەھىرى              | Toghiraq Deryasi Shehiri             | 胡杨河市               | Húyánghé Shì                  |
| 25                                                                                      | Xinxing (zarządzane przez Korpus Produkcji i Budownictwa Sinciangu)    | Xinxing            | يېڭى يۇلتۇز شەھىرى                  | Yengi Yultuz Shehiri                 | 新星市                 | Xīnxīng Shì                   |

## Demografia
Ludność, podobnie jak we wszystkich krajach pustynnych, jest skupiona niemal wyłącznie w oazach. Istnieje tu 5 głównych pasów oaz – południowej Kaszgarii wzdłuż Ałtyn-Tagu, północnej Kaszgarii wzdłuż Tarymu i południowych przedgórzy Tienszanu, Kuldżyńska wzdłuż Ili, Urumczi na północnym przedgórzu Bogda Shan oraz Hami na południowym przedgórzu pasma Ha’erlike Shan. W oazach gęstość zaludnienia przekracza 100 osób/km², pustynie zaś są bezludne (Takla Makan) bądź też zaludnione przez nielicznych koczowników. W Dżungarii powstało dużo osiedli związanych z wydobyciem ropy naftowej (Karamay).
Około 75% ludności Sinciangu mieszka w Kaszgarii, tj. na południe od gór Tienszan, około 25% zaś przypada na znacznie słabiej zaludnioną Dżungarię. Słabość rolnictwa powoduje, że Sinciang jest bardziej umiastowiony niż inne regiony Chin – nie wydaje się jednak, by udział ludności faktycznie miejskiej był wyższy od 20%.

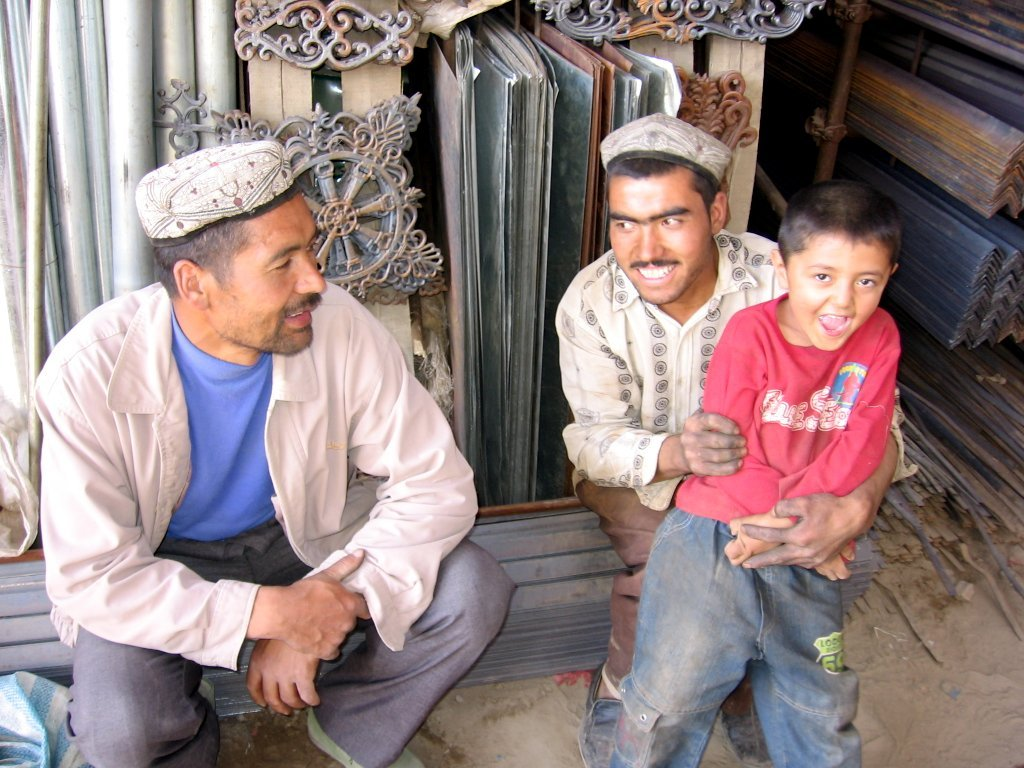
Ujgurzy z Hotanu

Region Sinciang jest wielonarodowościowy. Do połowy XX w. Chińczycy byli w Sinciangu nieliczni. Niewielki ich napływ z głębi kraju zaznaczył się w okresie międzywojennym, zwłaszcza podczas klęsk głodowych w Shaanxi i Gansu. Skupiali się oni głównie w Dżungarii, zwłaszcza w Urumczi i Barkol; w większych miastach Kaszgarii istniały wyodrębnione dzielnice chińskie. W całym Sinciangu udział Chińczyków nie przekraczał w latach czterdziestych 5%. Dopiero doprowadzenie linii kolejowej do Urumczi w 1958 roku stworzyło warunki do napływu Chińczyków. Sinizacji uległa przede wszystkim wielojęzyczna Dżungaria, podczas gdy Kaszgaria, w której Ujgurzy stanowili większość, mogła jeszcze zachować ujgurski charakter etniczny.
Obecnie większość mieszkańców regionu stanowią wyznające islam ludy tureckie, z których najliczniejsi są Ujgurzy i Kazachowie. Liczną grupę etniczną stanowią Chińczycy Han. W północnej i wschodniej Dżungarii żyją w rozproszeniu Mongołowie. Podobnie jak Kazachowie, lud ten utrzymuje się głównie z pasterstwa koczowniczego. Podobny typ pasterstwa, tylko w warunkach wysokogórskich, jest podstawą egzystencji Kirgizów w graniczących z Kazachstanem, Kirgistanem i Tadżykistanem częściach Pamiru i Tienszanu. W miastach żyją dość liczni Hui – głównie w Urumczi i Hami. W wieku XV i XIX osiedliła się w Dżungarii niewielka liczba Rosjan, głównie tzw. starowierców. Po rewolucji 1917 r. w Urumczi i Kuldży (Yining) osiedliła się niewielka grupa rosyjskich emigrantów politycznych.
| Grupy etniczne w Sinciangu wedle spisu powszechnego 2000 | Grupy etniczne w Sinciangu wedle spisu powszechnego 2000 | Grupy etniczne w Sinciangu wedle spisu powszechnego 2000 |
| Narodowość                                               | Liczebność                                               | Odsetek                                                  |
| -------------------------------------------------------- | -------------------------------------------------------- | -------------------------------------------------------- |
| Ujgurzy                                                  | 8 345 622                                                | 45,21                                                    |
| Chińczycy Han                                            | 7 489 919                                                | 40,58                                                    |
| Kazachowie                                               | 1 245 023                                                | 6,74                                                     |
| Hui                                                      | 839 837                                                  | 4,55                                                     |
| Kirgizi                                                  | 158 775                                                  | 0,86                                                     |
| Mongołowie                                               | 149 857                                                  | 0,81                                                     |
| Dongxiang                                                | 55 841                                                   | 0,30                                                     |
| Tadżycy                                                  | 39 493                                                   | 0,21                                                     |
| Xibe                                                     | 34 566                                                   | 0,19                                                     |
| Mandżurowie                                              | 19 493                                                   | 0,11                                                     |
| Tujia                                                    | 15 787                                                   | 0,086                                                    |
| Uzbecy                                                   | 12 096                                                   | 0,066                                                    |
| Rosjanie                                                 | 8935                                                     | 0,048                                                    |
| Miao                                                     | 7006                                                     | 0,038                                                    |
| Tybetańczycy                                             | 6 153                                                    | 0,033                                                    |
| Zhuang                                                   | 5 642                                                    | 0,031                                                    |
| Dagurowie                                                | 5 541                                                    | 0,03                                                     |
| Tatarzy                                                  | 4 501                                                    | 0,024                                                    |
| Salarowie                                                | 3762                                                     | 0,02                                                     |